# Carson Spiers
William Carson Spiers (Greenville, Carolina del Sur, 11 de noviembre de 1997), más conocido como Carson Spiers, es un jugador profesional estadounidense de béisbol que se desempeña en la posición de lanzador en Cincinnati Reds, equipo de las Grandes Ligas de Béisbol (MLB).

## Carrera
En 2023, Spiers hizo su debut en la MLB con el equipo Cincinnati Reds, donde lleva jugando dos temporadas.